# Allomunida magnicheles
Allomunida magnicheles is een tienpotigensoort uit de familie van de Galatheidae. De wetenschappelijke naam van de soort is voor het eerst geldig gepubliceerd in 1988 door Baba.